# Heterachthes aeneolus
Heterachthes aeneolus là một loài bọ cánh cứng trong họ Cerambycidae.